# Besneville
Besneville é uma comuna francesa na região administrativa da Normandia, no departamento Mancha. Estende-se por uma área de 18,48 km². Em 2010 a comuna tinha 682 habitantes (densidade: 36,9 hab./km²).